# Colette Dondaine
Colette Dondaine, née le 9 mars 1921 à Breuchotte et morte le 23 octobre 2012 à Besançon,, est une linguiste française, spécialisée en langues romanes et dialectologie.

## Biographie
Originaire d'un village franc-comtois, Colette Dondaine a passé son enfance dans un milieu comtophone.
Elle a fait ses études en doctorat à Strasbourg sous la direction de Georges Gougenheim.
Le titre de sa thèse est Les parlers comtois d'oïl. Étude phonétique (Paris 1972).
Colette Dondaine a enseigné comme professeure de philologie à l'université de Bourgogne.
Avec son mari, Lucien Dondaine, elle a beaucoup contribué à l'étude de la langue franc-comtoise et écrit plusieurs ouvrages sur le sujet dont  l'Atlas linguistique et un Dictionnaire étymologique du parler de Franche-Comté.

## Liste d'ouvrages
- Colette Dondaine et Lucien Dondaine, Atlas linguistique et ethnographique de la Franche-Comté, Paris, éd. du C.N.R.S., 1972, 1978,1984, 1991, p. 4 vol. (1616 cartes, dessins de Jean Garneret).
- Colette Dondaine et Lucien Dondaine, Trésors étymologiques de la Franche-Comté, Strasbourg, éd. de la société de Linguistique romane, 2002 (d'après Atlas linguistique et ethnographique de la Franche-Comté).
- Colette Dondaine, Noëls au patois de Besançon des XVIIe et XVIIIe siècles (Texte imprimé), Thise:SNI Jacques et Demontrond, 1997; musique modernisée par Andrée Flattot.